# Zemědělství v Izraeli

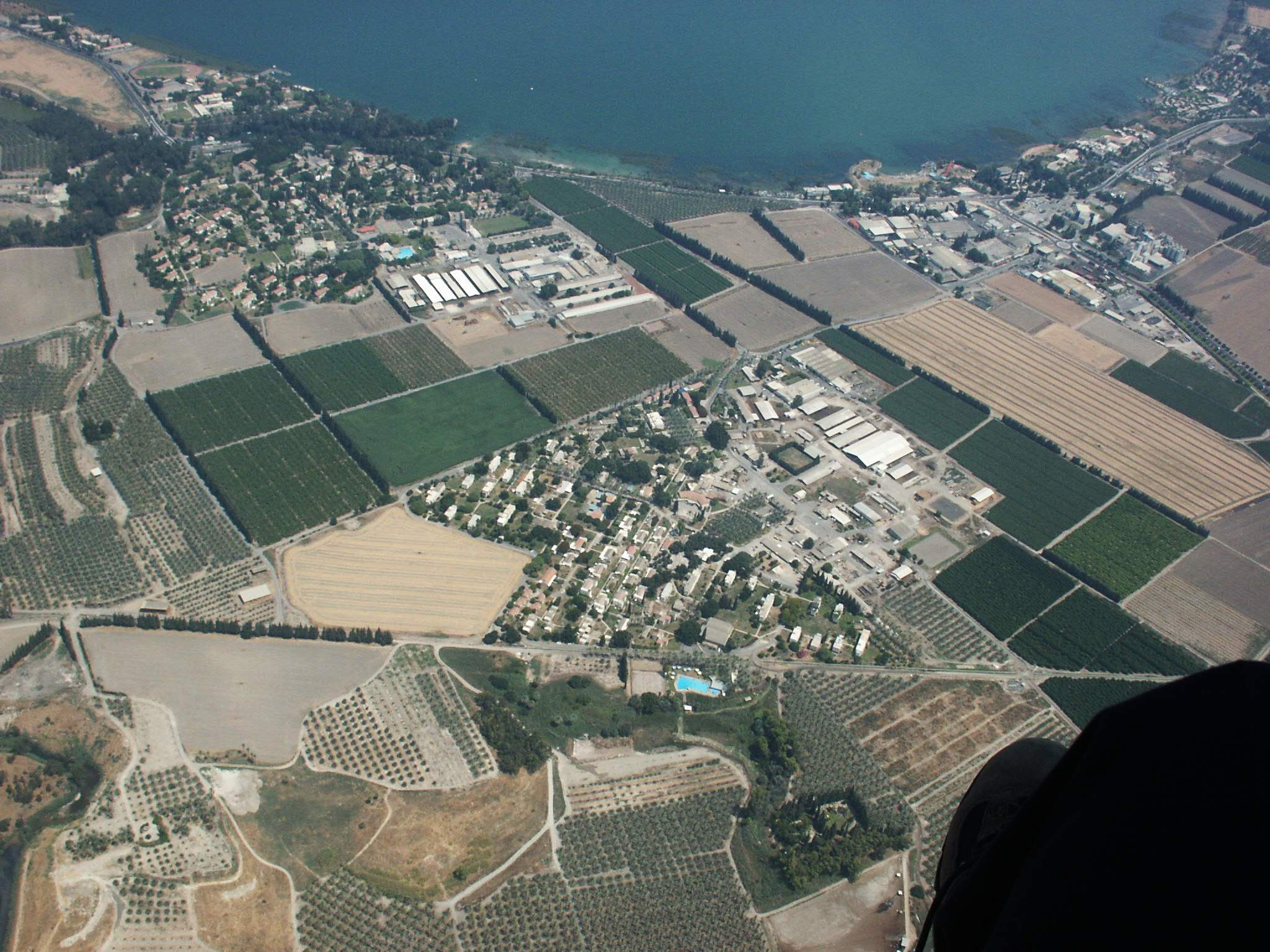
Kibuc Deganija

Zemědělství v Izraeli je vysoce rozvinuté. Zaměstnává 2 % populace a na HDP se podílí 2,5 %. V roce 2007 vzrostla rostlinná produkce přibližně o 10 %. Zemědělská půda se získává finančně nákladným zúrodňováním pouště zavodňováním, odsolováním a vhodnou druhovou skladbou rostlin. Orná půda zabírá 15,45 %, pastviny 7 % a lesy 5,3 % rozlohy státu. Přibližně 54 % celkové výměry zemědělské půdy je zavlažováno a zemědělci se tak podílí zhruba 60 % na celkové izraelské spotřebě sladké vody. Většina zemědělské půdy patří kibucům, což jsou osady pracující na základě kolektivního vlastnictví výrobních prostředků (s výjimkou půdy). Dalším typem zemědělských osad v Izraeli jsou mošavy, což je sdružení samostatných sedláků, kteří se sdružují pouze za účelem prodeje úrody nebo nákupu surovin. Množství původně zemědělských podniků také zřídila přidruženou průmyslovou výrobu.
Mezi pěstované plodiny patří obilí, citrusové plody, olivy, brambory, bavlna, cukrová řepa, tabák, vinná réva a rajčata. Důležitý je také chov dobytka, většinou skotu, velbloudů, koz, ovcí a drůbeže. Rybolov se provozuje ve Středozemním moři a netradičně se chovají teplomilné ryby v poušti, kde je k jejich chovu používána poloslaná voda čerpaná z termálních vrtů.
Značným problémem je nedostatek vodních zdrojů. Jediným větším zdrojem je Galilejské jezero a řeka Jordán, z nichž je přiváděna voda do celé země. Pro zavlažování technických plodin se používá tzv. recyklovaná voda (v roce 2006 to bylo 550 miliónů m³). Voda je získávána i pomocí odsolování. V roce 2007 se například tímto způsobem získalo 400 miliónů m³. Proti nepříznivým přírodním podmínkám se snaží využívat moderní technologie a inovace. Používají se například biotechnologie, tkáňové kultury či kapkové závlahy.
Na základě základního zákona je vlastníkem půdy Stát Izrael (zhruba 93 %) a její prodej je možný pouze výjimečně. Půdu je možné pronajmout prostřednictvím státní agentury Israel Land Administration (ILA), a to zpravidla na 49 let.

## Druhy zemědělských středisek

### Kibuc
Kibuc (hebrejsky: קיבוץ) je označení pro zemědělskou, ale také průmyslovou osadu v Izraeli, která hospodaří formou kolektivního vlastnictví. Zisky jsou investovány zpět do
osady poté, co jsou zajištěny základní životní potřeby členů kibucu – strava, oblečení, ubytování a také zdravotní a sociální péče. Kibuc poskytuje svým členům také kulturní a sportovní vyžití. Obyvatelé kibucu se nazývají kibucnici.
První kibuc Degania (název pochází z hebrejského slova dagan, čes. obilí) byl založen v Palestině jižně od Galilejského jezera v roce 1909. Zakladatelé byli Židé z východní Evropy.
Kibucy sehrály významnou roli při vzniku státu Izrael.

### Mošav
Mošav (hebrejsky: מושב) je typ zemědělské osady v Izraeli, která je tvořená společně hospodařícími soukromými farmami. Mošav je vedle kibucu a mošavy (vesnice) třetím hlavním typem venkovského židovského sídla.
Podobně jako v kibucech má i v mošavech velký význam společné hospodaření. Na rozdíl od kibuců se zde však klade větší důraz na soukromé vlastnictví. Dělníci nedostávají pouze kapesné jako v kibucech, ale stálý plat. Farmy v mošavech jsou v soukromém vlastnictví, současně je však dána jejich podobná velikost a charakter. Úrodu sedláci sklízejí buď vlastními nebo také spojenými silami. Stroje jsou většinou ve společném vlastnictví. Kolektivně je zajišťován také nákup a prodej produktů. Mošav vybírá od svých obyvatel zvláštní daň (hebr. mas vaad), která je stejná pro všechny farmy mošavu. Tato pravidla vytváří systém zvýhodňující dobré farmáře, kteří mají větší úrodu a tím i zisk. Mošavy jsou řízeny volenou radou (hebr. vaad).